# Минкевич, Витольд
Витольд Минкевич (пол. Witold Minkiewicz, 17 июня 1880, Иркутск — 24 января 1961, Гданьск) — польский архитектор, педагог, ректор Львовской политехники.

## Биография
Родился 17 июня 1880 в Иркутск, в семье засланных повстанцев. В 1898 году окончил реальную школу в Тобольске поступил на инженерно-строительный факультет Варшавской политехники. За участие в студенческих беспорядках был вынужден покинуть Варшаву. 1901 года перевелся в львовской Политехнической школы. Среди преподавателей по специальности были в частности Тадеуш Обминский и Иван Левинский. 1908 года закончил обучение и остался работать ассистентом на кафедре утилитарного строительства. С 1910 года проходил практику при строительстве железных дорог во Львове, Санкт-Петербурге и на Байкале. В 1910—1915 годах преподает в Государственной промышленной школе. Некоторое время работал в архитектурной мастерской Ивана Левинского. 1911 года стал членом художественного общества «Зеспул» (пол. Zespół). Был членом правления, выполнял частности роль казначея общества. 1913 года принимал участие в коллективной выставке объединения в залах Технологического института. 1911 года совместно с Владиславом Дердацким основал собственную архитектурную фирму. 1 января 1920 года становится чрезвычайным профессором архитектурного факультета Львовской политехники. С 1 июня 1923 — обычный профессор. В 1923—1924 и 1927—1928 годах — декан архитектурного факультета. В 1925 году вышел в свет сборник студенческих проектов, с вступительной статьей Минкевича «О проектировании» («Projekty studentów Wydziału Architektonicznego politechniki Lwowskiej, wykonane w pracowni katedry archiitektury monumentalnej w roku 1923-4»). В 1930—1931 годах — ректор Львовской политехники. 1938 года отмечен Командорским крестом Орден Возрождения Польши.
С 1909 года Минкевич был членом Политехнического общества во Львове. В 1911—1913 годах избирался в состав правления. Входил в состав комитета, который в рамках печатного органа общества (журнал «Czasopismo Techniczne») несколько раз в год выдавал номера посвящены архитектуре. Избран Кругом польских архитекторов (подразделение общества) к Постоянной делегации польских архитекторов в Варшаве 26 ноября 1926 и 4 ноября 1927 году
В 1945 году принудительно вывезен для работы в шахтах на Донбасс. Того же года освобожден, уехал в Краков и вскоре в Гданьск, где бывшие львовские профессора образовали кафедру монументального строительства. В марте 1947 становится руководителем восстановления кафедры на Вавеле. В 1951 году покидает эту должность, оставаясь членом комиссии по восстановлению и языковедом при ней. В 1960 году вышел на пенсию. Тогда же получил степень доктора Honoris Causa Гданьской политехники. Был женат на Софье Альбиновской. Детей не имел. Умер 27 января 1961, похоронен на кладбище в Вжешчи (местность Гаданьска).
Был одним из ведущих архитекторов Польши, творивших в стиле функционализма. Большинство зданий по его проектам построены во Львове. Некоторые проекты реализованы в Перемышле, Томашеве, Островке Святокриском, Сандомире, Познани, Бориславе, Колодцах, Галиче. В 1930-х годах проводил подготовку к реставрации Олеского замка на Львовщине (эти подготовительные материалы использованы уже во время реставрации в советское время). Представлял Польшу на международных конференциях, посвященных архитектуре, сохранению памятников. Был членом жюри конкурсов на проект кафедры в Катовицах (1925), памятника Каролю Скибинскому на Лычаковском кладбище во Львове (1930)., памятника объединению польских земель в Гдыне (1931). С 1933 года был членом комиссии Фонда военного квартирования, которая оценивала конкурсные проекты дома на улице Краковское предместье, 11 в Варшаве. Входил в ряд других специализированных комиссий по вопросам архитектуры и градостроительства. Публиковал статьи в профессиональных архитектурных журналах. Был членом редакций журналов «Architekt», «Czasopismo Techniczne», «Architektura i Budownictwo». В 1910 году на выставке польских архитекторов во Львове представил совместные с Владиславом Дердацким проекты дома Бромльских (конкурсный), краеугольного подоходного дома, дворца искусств, дома «Сокола» в Гусятине, дома кредитно-полеводческого общества в Перемышле (конкурсный). А также собственные проекты костелов и домов. Творчеству Витольда Минкевича посвящена диссертация польской исследовательницы Романы Целёнтковской (1993).

## Публикации
- Z powodu I wystawy Architektury we Lwowie // Czasopismo Techniczne. — 1910. — № 23, 24.
- O przyszły gmach Uniuwersytetu // Czasopismo Techniczne. — 1912. — № 28.
- Konkurs na ratusz w Drohobyczu // Czasopismo Techniczne. — 1913. — № 31.
- O projektowaniu // Projekty studentów Wydziału Architektonicznego Politechniki Lwowskiej, wykonane w pracowni katedry architektury monumentalnej w roku 1923-4.
- Zakład naukowy w Tomaszowie Lubelskim // Architekt. — 1923. — № 2. — S. 19-20.
- Projekt gmachu labortorjum elektrotechnicznego i wydziału mechanicznego Politechniki lwowskiej // Architektura i Budownictwo. — 1925. — № 3. — S. 3-8.
- Projekt gmachu laboratorjum elektrotechnicznego I wydziału mechanicznego Politechniki lwowskiej // Architektura i Budownictwo. — 1925. — № 3. — S. 3-8.
- Laboratorjum maszynowe Politechniki lwowskiej // Architektura i Budownictwo. — 1926. — № 10/11. — S. 6.
- Domy mieszkalne Zakładu pensyjnego funkcjonarjuszów we Lwowie // Architektura i Budownictwo. — 1927. — № 11-12. — S. 347—352.
- Tanie budownictwo mieszkalne zagranicą i u nas // Czasopismo Techniczne. — 1930. — № 15, 16, 1.
- O problemach wawelskich // Ochrona Zabytków. — 1950. — № 2-3. — S. 113—128.

## Работы во Львове
- Блок сецессийных доходных домов на улицы Бандеры № 2, 4, 6. Выполнены Минкевичем в фирме Ивана Левинского 1908—1909 годах. Соавтор Владислав Дердацкий.[20]
- Жилой дом Леона Аппеля на улице Грушевского, 10 (1910, соавтор Владислав Дердацкий, скульптуры Зигмунта Курчинского)[21].
- Дом Педагогического общества на улицы Дудаева, 17 (1911, соавтор Владислав Дердацкий, скульптуры Зигмунта Курчинского).
- Дом Пражского кредитного банка на проспекте Свободы, 17. Проект занял первое место среди 16 претендентов на конкурсе 1911 года. Соавтор Владислав Дердацкий.[22] Во время реализации проект переделано архитектором Матфеем Блєхою. Скульптурное убранство выполнено Эмануэль Кодет. Того же года львовский архитектор Збигнев Брохвич-Левинский в журнале Czasopismo Techniczne раскритиковал переработку первичного проекта. Сейчас здесь находится львовское отделение «Проминвестбанк»[23].
- Дома работников трамвайного транспорта на улице Промышленной (1912, соавтор Владислав Дердацкий).
- Дома в стиле рационального модерна на улице Стуса, 5-7 (1912, соавтор Владислав Дердацкий)[20].
- Доходный дом Адольфа Левина на Валовой улицы, 13 (1912, соавтор Владислав Дердацкий)[20].
- Дом на улицы Братьев Рогатинцев, 14 (1912, соавтор Владислав Дердацкий)[20].
- Вилла на улице Тарнавского, 71 (1913—1922, соавтор Владислав Дердацкий)[24].
- Машинная лаборатория Львовской политехники на улице Устияновича. Первый проект, разработанный ещё 1913 года в соавторстве с Владиславом Дердацким с участием Богдана Стефановского[25], предусматривал здание за городом с фасадами из нетинькованного кирпича, стилистически близкую к промышленных сооружений. Через трудности с приобретением участка локализацию перенесено рядом с главным корпусом политеха. Для того, чтобы органично вписать сооружение в новое окружение, Минкевич переделал проект, придав зданию черты модернизированного классицизма. Строительство, прерванное Первой мировой войной, возобновлены в 1922 года и завершено 1924.[26] Скульптурное убранство Янины Райхерт-Тот[27].
- Дома № 24, 26, 28, 28-а на улице Киевской (1926). Предназначались для работников Пенсионного заведения. Сочетают в себе функционализм с элементами кубизму.[28]
- Жилые здания Пенсионного заведения в стиле раннего функционализма на улицы Стрыйской, 36, 38, 40, 42, (1927). Впервые во Львове применено центральное отопление.[29]
- Алтарь костел Марии Магдалины (1928).
- Реставрация костела монастыря миссионеров в Микулинцах. 1926—1929 года, совместно с Адамом Мсцивуевским.[30]
- Новый главный алтарь, трон и амвон армянского собора (1930)[31].
- Дом № 17 по улице Черниговской, 17 (1928—1930).
- Модификация проекта и достройка библиотеки политехники, выполненная в 1930-х. Первоначальный проект Тадеуша Обминского.[32]
- Водонапорные башни на улицы Пасечной и вблизи парка Железная Вода. Сооружению предшествовали несколько эскизных проектов. Из-за значительного падения цен на кирпич выбран вариант с нетинькованими фасадами из красного кирпича. Применены железобетонные элементы. Снаружи башни имеют форму двенадцатигранников с пилонами на углах. Оборудованы смотровыми площадками. Статические вычисления сделал инженер Адам Курилло. Реализовано в 1932—1933 годах.[33][34]
- Насосная станция на нынешней улице Шевченко, построена в 1932—1933 годах. Статические вычисления выполнил Адам Курилло, строила фирма Александра и Михаила Маковичей.[34]
- Дом на нынешней улицы Франко 26 (1930-е)[35].
- Реконструкция вестибюля и зрительного зала бывшего театра скарбека в стиле сталинского ампира. Выполнена в 1940—1941 годах совместно с Людвиком Краковским, под руководством Александра Касьянова. В работах задействовано ряд львовских скульпторов.[36]

## В других населенных пунктах
- Конкурсный проект двора семьи Яна и Софии Влодков в селе Негович Малопольского воеводства. Конкурс организован 1913 года краковским Кругом архитекторов. Среди 56 присланных работ проект Минкевича не получил призовых мест, но был отмечен вторым почетным упоминанием жюри".[37]
- Комплекс учебного заведения в Томашу (1923). Первые эскизы значительно более скромного здания создан ещё 1919 года, но их реализации помешала Польско-советская война. Позже для будущего заведения благотворителями было подарено пространный участок размером 17 моргов, для которой Минкевич заново спроектировал комплекс и присматривал за его реализацией.[38].
- Казармы в Галич (1923).
- Здание суда в Перемышле.
- Здание почты в Борислави (1928—1930)[39].
- Санаторий в Крынице-Здруй на улице Новотарского, 7. Построенный в 1926—1939 годах по конкурсному проекту.

## Нереализованные
- Конкурсный проект нового костел святой Анны во Львове в форме неоренессансной постройки со средневековыми элементами, увенчанной массивным центральным куполом. Проект получил II место (первой премии на конкурсе не назначен), однако не был реализован. Храм должен появиться на перекрестке нынешних улиц Городоцкой и Шевченко вместо существующего. Соавтор Владислав Дердацкий.[40]
- Первая премия в конкурсе на проект дома земельного общества в Перемышле (1912, соавтор Владислав Дердацкий).[41]
- Архитектурная часть памятника Смольце в Львове. Конкурсный проект 1913 года.
- Конкурсный проект нового корпуса Львовского университета на нынешней улице Грушевского, III место (1913, соавтор Владислав Дердацкий)[42]. Того же года издан сборник, посвященную конкурса, куда в частности вошёл проект Дердацкого и Минкевича.[43]
- Проект зданий электротехнической лаборатории и механического факультета Львовской политехники (1925). Предусматривался целый комплекс к востоку от главного корпуса.[44]
- Проект санатория Пенсионного заведения для функционеров частных в Крынице-Здруй. Разработан для конкурса 1926 года. Получил одно из трех первых мест.[45] В конечном итоге построен по проекту другого призёра. Теперь это санаторий «Львогруд» на ул. Нитрибитта, 6.
- Конкурсный проект комплекса родильной клиники в Познани (1927)[46].
- Нереализованный конкурсный проект костел Матери Божией Остробрамской на Лычакове (1930, первое место назначен Тадеушу Обминскому).[47]
- Проект храм Провидения Господня в Варшаве на втором (закрытом) конкурсе на этот костел, который проводился 1931 года.[48] Французский журнал L’Architecture d’aujourd’hui № 5 за 1932 год опубликовал 2 иллюстрации проекта.[49]